# Jounieh
Jounieh är en ort i Libanon.   Den ligger i guvernementet Libanonberget, i den centrala delen av landet, 14 kilometer nordost om huvudstaden Beirut. Jounieh ligger 72 meter över havet och antalet invånare är 350 000.
Terrängen runt Jounieh är varierad. Havet är nära Jounieh åt nordväst. Runt Jounieh är det mycket tätbefolkat, med 1 266 invånare per kvadratkilometer.. Närmaste större samhälle är Beirut, 14,3 kilometer sydväst om Jounieh. 
Runt Jounieh är det i huvudsak tätbebyggt.